# Ruhner Berge
Ruhner Berge è un comune tedesco nel Land del Meclemburgo-Pomerania Anteriore.

## Storia
Il comune di Ruhner Berge fu formato il 1º gennaio 2019 dalla fusione dei comuni di Marnitz, Suckow e Tessenow.